# Августовская операция (1915)
Авгу́стовская операция, Мазу́рско-авгу́стовская операция; в зарубежной литературе — Зимнее сражение в Мазурии (нем. die Winterschlacht in Masuren) или Второе сражение при Мазурских озёрах (фр. Seconde bataille des lacs de Mazurie) — наступление 25 января (7 февраля) — 13 (26) февраля 1915 года в районе города Августов (Августово) 8-й и 10-й немецких армий против 10-й русской армии в ходе Первой мировой войны.

## Обстановка перед сражением
Эта наступательная операция была частью стратегического плана германского командования на 1915 год. Оно намеревалось нанесением последовательных мощных фланговых ударов из Восточной Пруссии и Галиции прорвать оборону Русской императорской армии и окружить в Варшавском выступе её основные силы.
В конце 1914 года на Восточный фронт было переброшено из Франции 7 корпусов и 6 кавалерийских дивизий. К этому времени и в Германии удалось создать резервы — 4 корпуса. Их тоже передали главнокомандующему германскими войсками на Восточном фронте фельдмаршалу Паулю фон Гинденбургу, и они составили новую 10-ю армию генерала Германа фон Эйхгорна.
План немецкого наступления в Мазурии заключался в том, чтобы ударом 10-й армии генерала Эйхгорна с севера и 8-й армии генерала Белова с запада (всего 15 пехотных и 2,5 кавалерийских дивизий) по сходящимся направлениям в сторону русского города Августов окружить и уничтожить оборонявшуюся в Восточной Пруссии на 170-километровом фронте 10-ю армию генерала Ф. В. Сиверса, после чего предусматривался прорыв всего Северо-Западного фронта русских войск. Однако реализовать этот план германское командование не смогло благодаря стойкости солдат 10-й русской армии.

## Ход сражения
25 января (7 февраля) 1915 года первой перешла в наступление из района Мазурских озёр 8-я немецкая армия, которая нанесла удар по левому флангу армии Сиверса. На следующий день против правого русского фланга перешла в наступление 10-я немецкая армия.

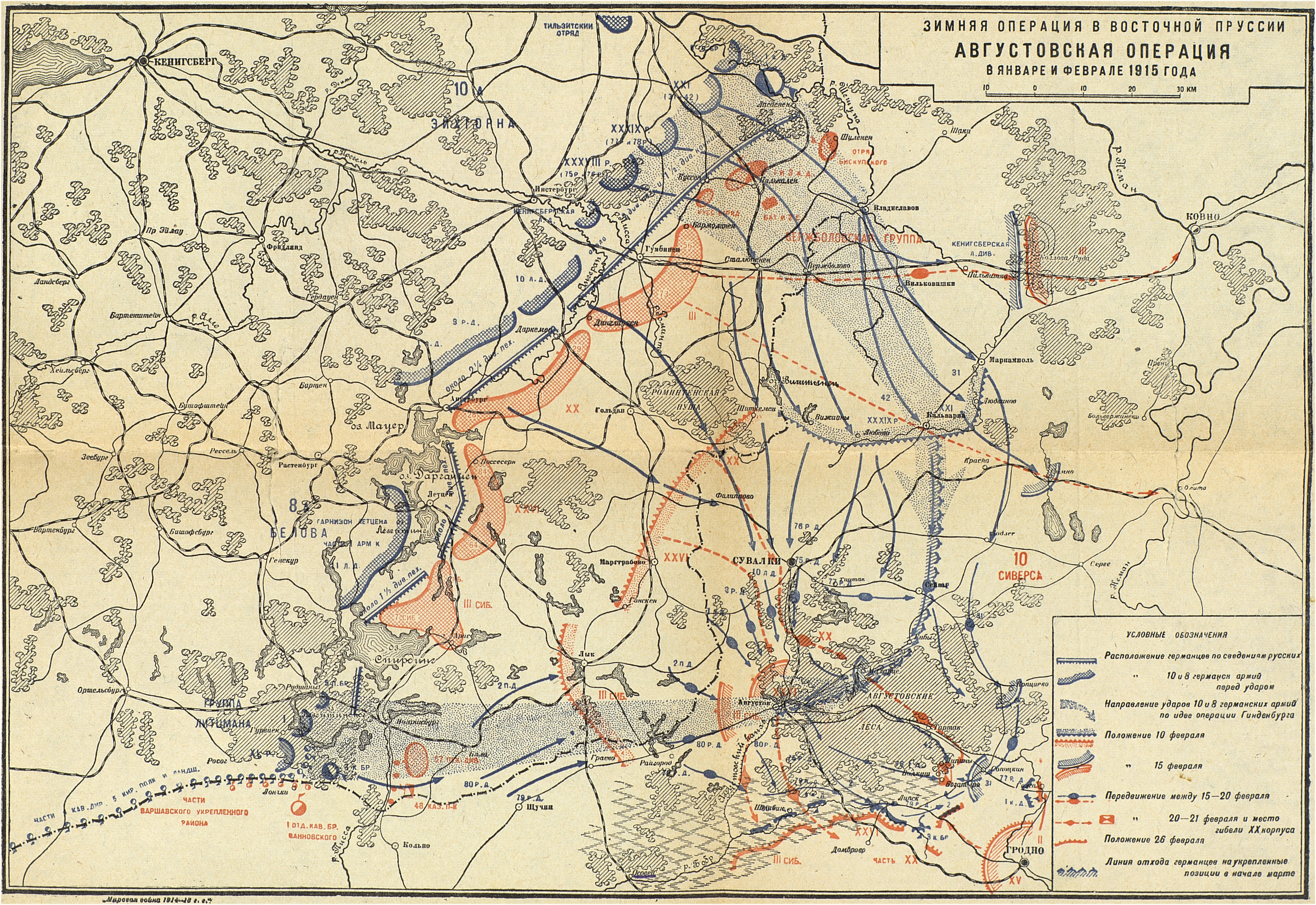
Ход операции

Фронт 10-й русской армии был прорван, но взять её в клещи немцам не удалось. Упорное сопротивление русских левофланговых корпусов, особенно 3-го Сибирского корпуса (генерал Е. А. Радкевич), на участке Лык — Райгород задержало продвижение 8-й германской армии, что не позволило ей стремительно выйти в район Августова. Менее стойким оказался правофланговый 3-й армейский корпус (генерал Н. А. Епанчин), который отступил под натиском превосходящих сил немцев, обнажив фланг соседнего XX корпуса (командующий — генерал П. И. Булгаков). В результате замешкавшийся с отходом корпус генерала Булгакова (40 000 человек) попал под сосредоточенный удар двух немецких армий в районе Августова и был окружён.
В течение десяти дней XX армейский корпус, постоянно контратакуя и пытаясь вырваться из окружения к Гродненской крепости, отбивал в заснеженных Августовских лесах атаки втрое превосходивших его по численности германских войск, мешая им вести дальнейшее наступление. После ожесточённых боёв 20-й корпус, израсходовав все боеприпасы, вынужден был сдаться, но несколько частей всё-таки смогли вырваться из окружения и пробиться к своим. Военный корреспондент немецкой еженедельной газеты Рольф Брандт не мог удержаться от восхищения, описывая подвиг русских солдат:

 Честь ХХ-го корпуса была спасена, и цена этого спасения — 7000 убитых, которые пали в атаке в один день битвы на пространстве 2-х километров, найдя здесь геройскую смерть! Попытка прорваться была полнейшее безумие, но святое безумие — геройство, которое показало русского воина в полном его свете, которого мы знаем со времен Скобелева, времен штурма Плевны, битв на Кавказе и штурма Варшавы! Русский солдат умеет сражаться очень хорошо, он переносит всякие лишения и способен быть стойким, даже если неминуема при этом и верная смерть!.
Благодаря мужественному сопротивлению воинов генерала П. И. Булгакова, сковавших основные силы немцев, трём другим корпусам 10-й армии удалось избежать окружения и к концу февраля 1915 года отойти на новый рубеж обороны по линии Ковно — Осовец. Немцы одержали тактическую победу, но выполнить план окружения 10-й армии им не удалось. Северо-Западный фронт устоял, а затем сумел частично восстановить утраченные позиции (см. Праснышская операция).

## Итоги

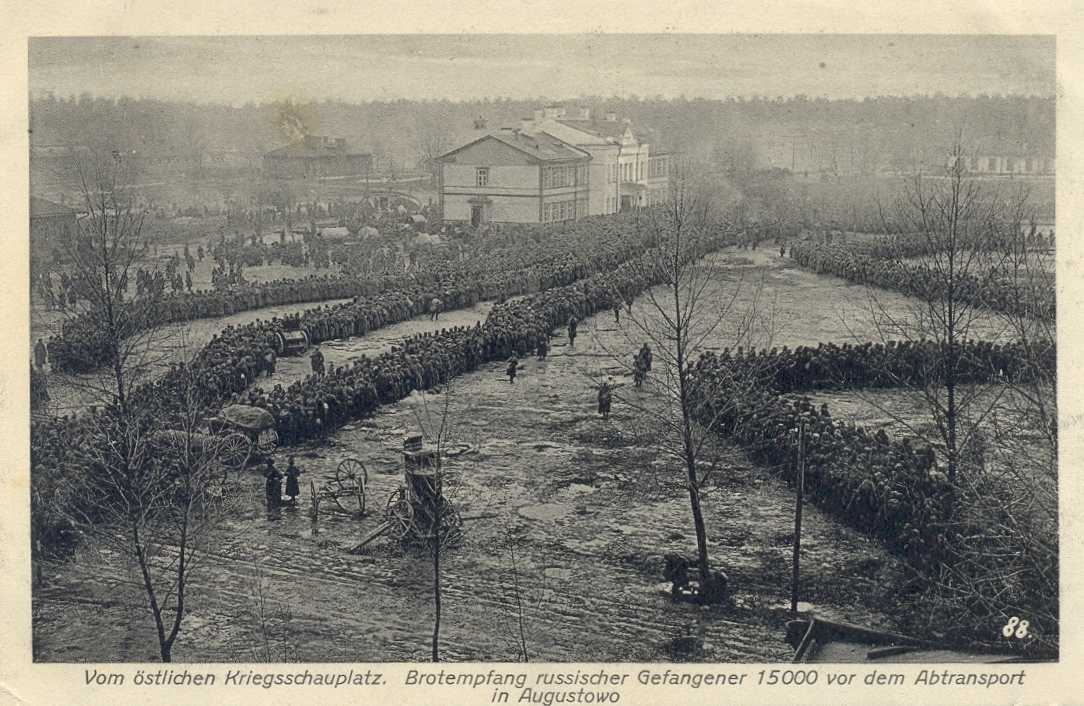
Раздача хлеба 15 тысячам русских военнопленных в Августове (с немецкой открытки времён Первой мировой войны)

Сражение под Августовым имело серьёзные стратегические последствия. Благодаря стойкости солдат 10-й армии и прежде всего бойцов XX корпуса генерала П. И. Булгакова и соседнего 3-го Сибирского корпуса был сорван план германского командования на 1915-й год по разгрому русского фронта. Немцам пришлось по ходу кампании импровизировать, и в итоге нанести поражение русским армиям в компанию 1915-го года они не смогли.
Германские авторы зачастую называют завышенные цифры русских потерь в Августовском сражении: захвачено до 92 тыс. пленных и даже 110 тыс. пленных Однако надо иметь в виду, что из четырёх русских корпусов 10-й армии, на январь 1915 года имевшей в своём составе 126 тыс. человек, попал в окружение (причем не полностью) и был разгромлен только один корпус. Русские потери не превышают 56 тыс. человек.
В ходе операции русские войска взяли значительные трофеи, в основном утраченные.
Известны официальные германские данные о потерях 8-й немецкой армии в этой операции: 1385 человек убитыми, 938 пропавшими без вести, 9560 ранеными и 10 627 человек заболевшими.